# Araxiana woronowi
Araxiana woronowi är en insektsart som först beskrevs av Boris Petrovich Uvarov 1918.  Araxiana woronowi ingår i släktet Araxiana och familjen Pamphagidae. Inga underarter finns listade i Catalogue of Life.